# Campionati italiani di taekwondo
La Federazione Italiana Taekwondo, con il supporto operativo delle società sportive affiliate, organizza annualmente i Campionati italiani di taekwondo.
La competizione vede la partecipazione delle cinture nere senior.

## Albo d'oro vincitori

### Uomini
| Anno | fino a 54 kg   | fino a 58 kg     | fino a 62 kg | fino a 67 kg    | fino a 72 kg       | fino a 78 kg    | fino a 84 kg   | oltre 84 kg     |
| ---- | -------------- | ---------------- | ------------ | --------------- | ------------------ | --------------- | -------------- | --------------- |
| 2008 | Pasquale Stano | Raffaello Sergio | Diego Redina | Gianluca Redina | Adriano Manciocchi | Pacifico Laezza | Carlo Molfetta | Leonardo Basile |

| Anno | fino a 54 kg             | fino a 58 kg        | fino a 63 kg      | fino a 68 kg       | fino a 74 kg          | fino a 80 kg       | fino a 87 kg      | oltre 87 kg       |
| ---- | ------------------------ | ------------------- | ----------------- | ------------------ | --------------------- | ------------------ | ----------------- | ----------------- |
| 2009 | Gennaro Buonocore        | Andrea Di Girolamo  | Diego Redina      | Claudio Treviso    | Antonio Cappello      | Mauro Sarmiento    | Carlo Molfetta    | Leonardo Basile   |
| 2010 | Pasquale Stano           | Gabriele Crisafulli | Diego Redina      | Claudio Treviso    | Adriano Manciocchi    | Mauro Sarmiento    | Carlo Molfetta    | Leonardo Basile   |
| 2011 | Emanuele Riemma          | Francesco Marrone   | Danilo Di Maggio  | Claudio Treviso    | Cristian Clementi     | Gianni Guglielmo   | Marco Palmacci    | Vito Luiso        |
| 2012 | Emanuele Riemma          | Francesco Palma     | Danilo Di Maggio  | David Thomas       | Francesco Zocco       | Simone Cannellino  | Marco Palmacci    | Leonardo Basile   |
| 2013 | Domenico Zinzi           | Francesco Palma     | Vincenzo Di Meo   | Claudio Treviso    | Stefano Di Venanzio   | Cristian Clementi  | Gennaro Barone    | Vito Luiso        |
| 2014 | Giovanni Giorgi          | Maarten Di Pietro   | Simone Crescenzi  | Davide Spinosa     | Luciano Bonaccorso    | Cristian Clementi  | Boris Biondo      | Leonardo Basile   |
| 2015 | Antonio Flecca           | Saverio Brutto      | Simone Crescenzi  | Luciano Bonaccorso | Liam Vezzani          | Cristian Clementi  | Daniele Abbafati  | Matteo Milani     |
| 2016 | Antonio Flecca           | Domenico Gemma      | Simone Crescenzi  | Luciano Bonaccorso | Davide Spinosa        | Cristian Clementi  | Daniele Abbafati  | Antonio D'Angelo  |
| 2017 | Vito Dell'Aquila         | Domenico Gemma      | Marteen Di Pietro | Luciano Bonaccorso | Attilio Fabio Ventola | Davide Evangelisti | Matteo Milani     | Marcello Massafra |
| 2018 | Davide Ditta             | Vito Dell'Aquila    | Simone Crescenzi  | Luciano Bonaccorso | Simone Alessio        | Roberto Botta      | Matteo Marjanovic | Matteo Milani     |
| 2019 | Nicolas Legari Ballerini | Mattia Crescenzi    | Simone Crescenzi  | Gabriele Caulo     | Mariano Bucolo        | Simone Alessio     | Roberto Botta     | Alfredo Talotti   |
| 2021 | Andrea Conti             | Antonio Flecca      | Daniel Lo Pinto   | Simone Crescenzi   | Samuele Baliva        | Simone Alessio     | Matteo Marjanovic | Alfredo Talotti   |
| 2022 | Teodoro Del Vecchio      | Giuseppe Foti       | Dennis Baretta    | Andrii Chumachenko | Stefano Maggiore      | Antonio Gerrone    | Daniele Leardini  | Alfredo Talotti   |
| 2023 | Andrea Conti             | Teodoro Del Vecchio | Daniel Lo Pinto   | Andrii Chumachenko | Francesco Cordeschi   | Antonio Gerrone    | Alfredo Talotti   | Mattia Molin      |

### Donne
| Anno | fino a 47 kg       | fino a 51 kg   | fino a 55 kg         | fino a 59 kg    | fino a 63 kg    | fino a 67 kg     | fino a 72 kg    | oltre 72 kg         |
| ---- | ------------------ | -------------- | -------------------- | --------------- | --------------- | ---------------- | --------------- | ------------------- |
| 2008 | Roberta Ramazzotto | Pamela Valente | Federica Mastrantoni | Cristiana Corsi | Samira Di Lello | Isabella Colucci | Rosanna D’Alise | Daniela Castrignanò |

| Anno | fino a 46 kg         | fino a 49 kg              | fino a 53 kg              | fino a 57 kg      | fino a 62 kg      | fino a 67 kg       | fino a 73 kg         | oltre 73 kg         |
| ---- | -------------------- | ------------------------- | ------------------------- | ----------------- | ----------------- | ------------------ | -------------------- | ------------------- |
| 2009 | Melania Zonfrillo    | Roberta Ramazzotto        | Federica Mastrantoni      | Eleonora Platania | Margherita Zocco  | Beatrice Pirazzi   | Mara Rattone         | Raffaella Capotosto |
| 2010 | Melania Zonfrillo    | Roberta Ramazzotto        | Federica Mastrantoni      | Eleonora Platania | Michela Grandino  | Beatrice Pirazzi   | Paola Andreozzi      | Raffaella Capotosto |
| 2011 | Chiara Fiore         | Antonella Palma           | Alessia Sanese            | Margherita Zocco  | Cristiana Corsi   | Federica Del Coco  | Mara Rattone         | Daniela Castrignanò |
| 2012 | Anna Ianniello       | Roberta Ramazzotto        | Serena Napolano           | Silvana Laganà    | Federica Perugini | Michela Grandino   | Martina Betto        | Giulia Colombo      |
| 2013 | Chiara Fiore         | Giulia Giordano           | Lisa Gattella             | Margherita Zocco  | Federica Perugini | Cristiana Rizzelli | Maristella Smiraglia | Giulia Colombo      |
| 2014 | Ginevra Graf         | Erica Nicoli              | Emanuela Pacchiarotta     | Cristina Gaspa    | Daniela Rotolo    | Cristiana Rizzelli | Marina Rizzelli      | Annika Bulegato     |
| 2015 | Maddalena Tortorella | Silvia Rossi              | Jessica Salsedo           | Margherita Zocco  | Natalia D’Angelo  | Alessia Cipollaro  | Maristella Smiraglia | Laura Giacomini     |
| 2016 | Roberta Paccariè     | Jessica Salsedo           | Jennifer Fabri            | Lidia Ungari      | Daniela Rotolo    | Cristiana Rizzelli | Maristella Smiraglia | Laura Giacomini     |
| 2017 | Martina Corelli      | Valentina Sandrelli       | Serena Napolano           | Licia Martignani  | Cristina Gaspa    | Alessia Marotta    | Maristella Smiraglia | Laura Giacomini     |
| 2018 | Sofia Zampetti       | Sarah Al Halwani          | Erica Nicoli              | Giada Iurlaro     | Assunta Cennamo   | Natalia D'Angelo   | Cristiana Rizzelli   | Laura Giacomini     |
| 2019 | Sofia Zampetti       | Gaia Gavarone             | Giada Al Halwani          | Paulina Armeria   | Francesca Cuomo   | Daniela Rotolo     | Natalia D'Angelo     | Laura Giacomini     |
| 2021 | Veronica Pau         | Martina Corelli           | Sarah Al Halwani          | Giada Al Halwani  | Paulina Armeria   | Daniela Rotolo     | Maristella Smiraglia | Laura Giacomini     |
| 2022 | Elisa Bertagnin      | Sarah Al Halwani          | Ilenia Elisabetta Matonti | Giada Al Halwani  | Mariia Labuzova   | Natalia D'Angelo   | Maristella Smiraglia | Alessandra Ilic     |
| 2023 | Sofia Zampetti       | Ilenia Elisabetta Matonti | Anna Cuorvo               | Greta Guaita      | Cristina Gaspa    | Giulia Maggiore    | Aurora Ceccantini    | Laura Giacomini     |

## Edizioni
| Anno | Località              | Regione        |
| ---- | --------------------- | -------------- |
| 2008 | Napoli                | Campania       |
| 2009 | Genova                | Liguria        |
| 2010 | Firenze               | Toscana        |
| 2011 | Catania               | Sicilia        |
| 2012 | Roma                  | Lazio          |
| 2013 | Bari                  | Puglia         |
| 2014 | Pozzuoli              | Campania       |
| 2015 | Riccione              | Emilia-Romagna |
| 2016 | Reggio Calabria       | Calabria       |
| 2017 | Bari                  | Puglia         |
| 2018 | Bari                  | Puglia         |
| 2019 | Casoria               | Campania       |
| 2021 | Busto Arsizio         | Lombardia      |
| 2022 | Torino                | Piemonte       |
| 2023 | Ancona                | Marche         |
| 2024 | Giugliano in Campania | Campania       |